# ميشكر (مقاطعة دورة)
ميشكر (بالفارسية: میشکر) هي قرية تقع في قسم دورة الريفي (مقاطعة دورة) في إيران. يقدر عدد سكانها بـ 304 نسمة بحسب إحصاء 2016.